# Piet de Jong (politicus)
Petrus Jozef Sietse (Piet) de Jong (Apeldoorn, 3 april 1915 – Den Haag, 27 juli 2016) was een Nederlands politicus van de Katholieke Volkspartij (KVP). Van 5 april 1967 tot en met 6 juli 1971 was hij minister-president van Nederland. Eerder was hij staatssecretaris van Defensie (27 juni 1959 – 24 juli 1963) en minister van Defensie (24 juli 1963 – 5 april 1967). Voorafgaand aan zijn politieke carrière vocht hij als onderzeebootcommandant in de Tweede Wereldoorlog.

## Levensloop
De Jong werd geboren als zoon van de treinmachinist Joännes de Jong (1878–1931) en Gijsberta Adriana Schouten (1877–1957). Hij groeide op in een katholiek gezin. In 1931 behaalde hij het diploma HBS-B aan de Koninklijke Hogere Burgerschool in Apeldoorn. Daarna trad hij in dienst bij de Koninklijke Marine, waar hij als adelborst de officiersopleiding volgde aan het Koninklijk Instituut voor de Marine (KIM) in Den Helder.

### Militaire carrière

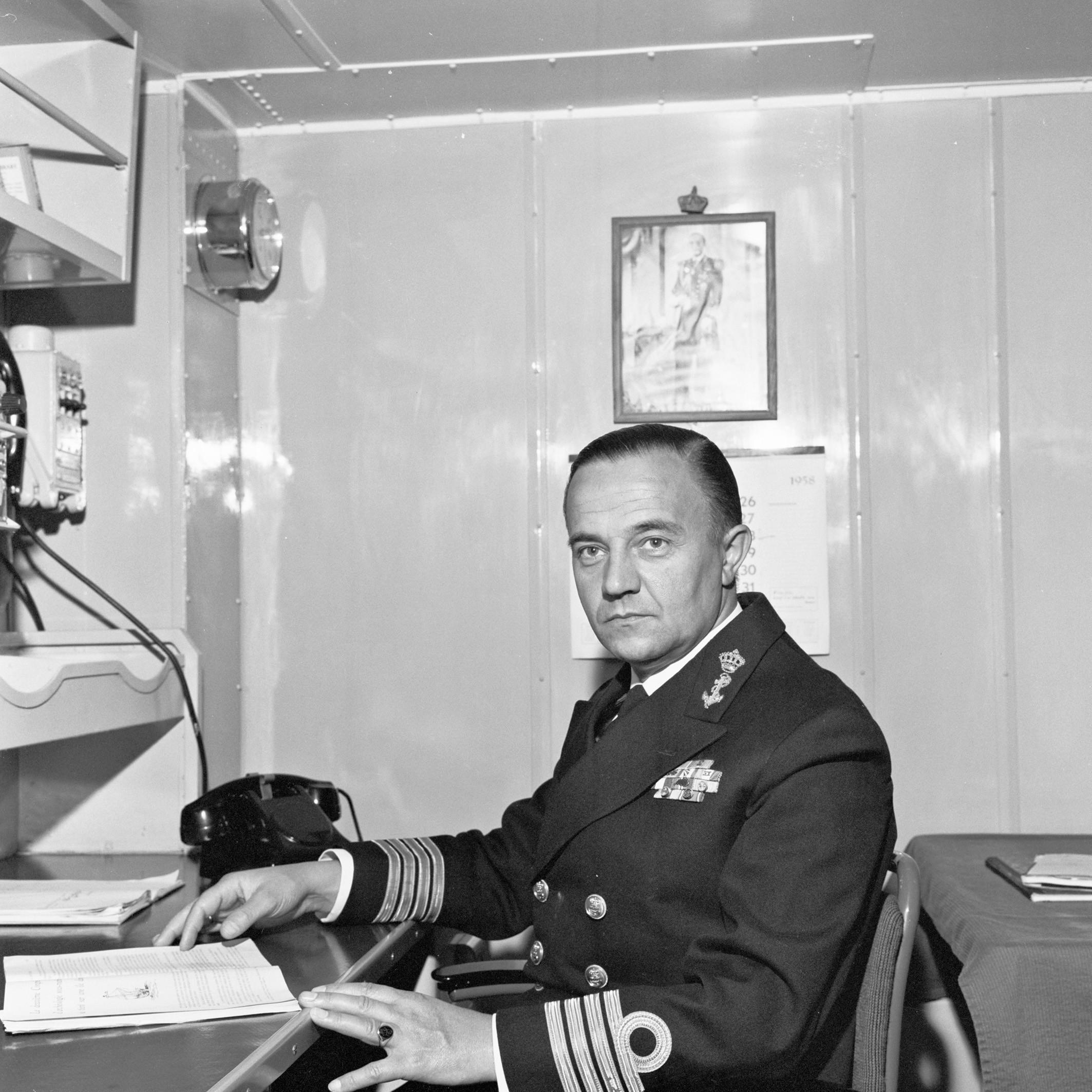
De Jong als commandant van Hr.Ms. Gelderland (1958/1959).

Na het voltooien van de adelborstopleiding werd De Jong in 1934 bevorderd tot luitenant ter zee der derde klasse. Van 1935 tot 1947 was hij werkzaam bij de onderzeedienst van de Koninklijke Marine. Op 13 mei 1940 vertrok hij met duikboot Hr.Ms. O 24 naar Engeland. Gedurende de Tweede Wereldoorlog nam hij als oudste officier en vanaf medio 1944 als commandant van deze onderzeeboot deel aan de gevechten. Met zijn onderzeeboot heeft hij verschillende Japanse en Italiaanse schepen doen zinken. In april 1946 keerde hij met Hr.Ms. O 24 terug in Nederland.
In 1947 werd hij geplaatst bij de marinestaf van het ministerie van Oorlog en Marine om in 1948 adjudant van minister Schokking te worden. Van 1951 tot eind 1952 was De Jong commandant van fregat Hr.Ms. De Zeeuw. Hij werd vervolgens stafofficier bij de Allied Commander-in-Chief Channel in Portsmouth. In 1955 werd hij benoemd tot waarnemend chef-staf van de inspecteur-generaal der marine, prins-gemaal Bernhard van Lippe-Biesterfeld, en van 1955 tot 1958 was hij adjudant van koningin Juliana.
De Jong was vanaf 1958 commandant van de onderzeebootjager Hr.Ms. Gelderland in de rang van kapitein-ter-zee.
De Jong kreeg tweemaal het Bronzen Kruis toegekend. Zijn eerste kreeg hij naar aanleiding van de succesvolle evacuatie van de in aanbouw zijnde onderzeeboot O 24 van Nederland naar het Verenigd Koninkrijk vooraf aan de capitulatie van Nederland aan Duitsland op 15 mei 1940, het tweede in 1943 voor zijn operationele verdiensten tijdens de oorlog voor de geallieerde zaak aan boord van de O 24. Daarnaast ontving De Jong het Britse Distinguished Service Cross, een met het Bronzen Kruis vergelijkbare dapperheidsonderscheiding.

#### Militaire rangen
- Adelborst (1931)
- Korporaal-adelborst (1932)
- Sergeant-adelborst (1933)
- Luitenant ter zee der derde klasse (1934–1936)
- Luitenant ter zee der tweede klasse (1936–1944)
- Luitenant ter zee der eerste klasse (1944–1953)
- Kapitein-luitenant ter zee (1953–1958)
- Kapitein-ter-zee (1958–1963[2])
- Kapitein-ter-zee KMR (1963–1975)

### Politieke carrière

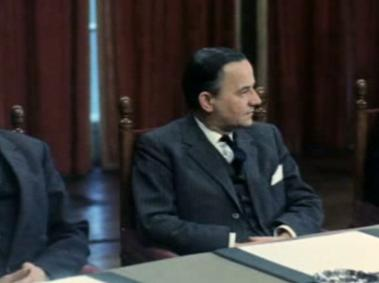
De Jong als minister van Defensie in 1965

De Katholieke Volkspartij (KVP) zocht in 1959 een opvolger voor staatssecretaris Harry Moorman van Marine. De Jong werd gevraagd en op 27 juni 1959 werd hij staatssecretaris in het kabinet-De Quay. Over zijn politieke loopbaan zei hij: "Ik ben daar min of meer toevallig ingerold. Katholieke marineofficieren had je niet veel, en, hoewel ik geen lid was van de KVP, kwam men bij mij terecht door gewoon het lijstje na te gaan." Hij moest met spoed lid worden van de KVP.

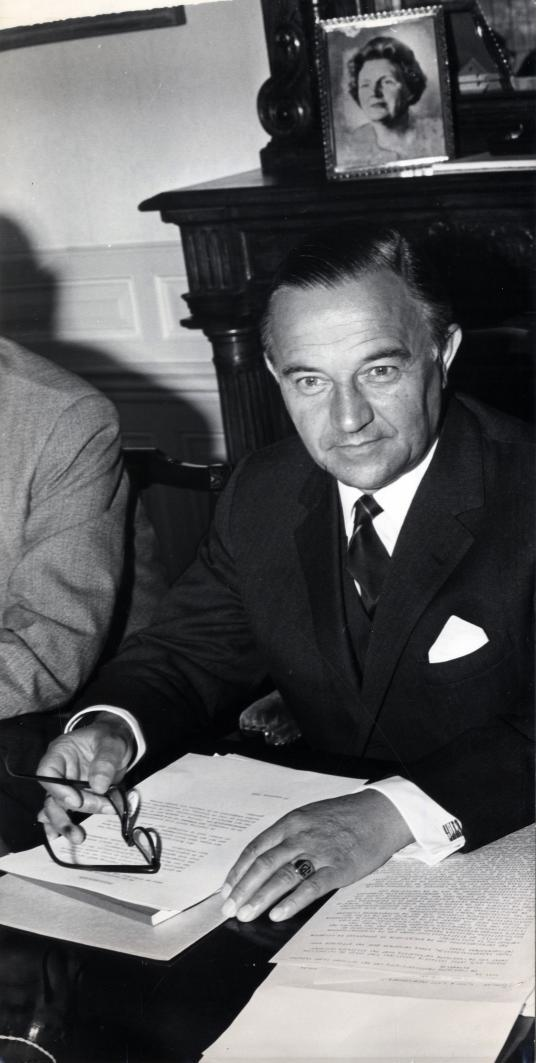
De Jong in 1968 als minister van Defensie. Op de achtergrond een portret van koningin Juliana.

De Jong weigerde een plaats op de kandidatenlijst voor de Tweede Kamerverkiezingen van 1963, maar bleef aan als bewindspersoon. Hij werd minister van Defensie in het kabinet-Marijnen en bleef dat in de navolgende kabinetten Cals en Zijlstra. De Jong reorganiseerde de Nederlandse defensie in verticale richting, gericht op specialisaties van Nederlandse taken bij de NAVO. Dat ging niet zonder slag of stoot. Critici binnen zijn ministerie en in de Tweede Kamer verweten hem dat Nederland daardoor niet meer zelfstandig en onafhankelijk oorlog kon voeren. De oppositie in de Tweede Kamer probeerde als symbolisch protest vergeefs hem één gulden te korten op zijn salaris. Voorts bewerkstelligde De Jong een kortere dienstplicht en bezuinigde hij.
Koningin Juliana noemde De Jong tegenover minister-president Jo Cals in 1965 "een zeldzaam prettig en ongecompliceerd man."
Na het mislukken van de formatie Biesheuvel werd De Jong op 21 maart 1967 door koningin Juliana aangesteld als kabinetsformateur. Zijn formatieopdracht was ruim omschreven: "Een kabinet te vormen, dat zal mogen rekenen op een vruchtbare samenwerking met de volksvertegenwoordiging." De Jong had geen behoefte te onderhandelen met de Partij van de Arbeid van Joop den Uyl en beperkte zich tot de partijen KVP, ARP, CHU en VVD. Hij liet duidelijk blijken dat als ze er met zijn vieren niet uitkwamen, hij alsnog genoodzaakt was om met de PvdA te gaan onderhandelen. Om de vaart erin te houden, stelde hij een deadline in. Zijn opzet lukte: tien minuten voor het verstrijken van de deadline had hij zijn kabinet rond. De Jong had elke fractievoorzitter expliciet gevraagd om vrouwelijke kandidaten voor een minister- en staatssecretarisschap. Het bleef echter bij één vrouwelijke minister: Marga Klompé, die al sinds 1957 ministersposten vervulde. Het zou tot 1982 duren (Lubbers I) totdat er twee vrouwelijke ministers waren. Op 4 april beëindigde De Jong zijn formateurschap en de volgende dag werd hij benoemd tot minister-president en minister van Algemene Zaken in zijn eigen kabinet-De Jong. In zijn eerste persconferentie als minister-president deed hij niet moeilijk over zijn vaardigheden op financieel-economisch terrein: "Ik weet niets. Ik ben een volslagen leek'.
De Jong werd minister-president op een moment dat de woelige jaren '60 met onder meer de Provo-beweging op een hoogtepunt was. Onder druk hiervan nam de regering een reeks maatregelen. In mei 1967 werd de Amsterdamse burgemeester Van Hall ontslagen. In de rijksbegroting voor 1968 werden extra middelen ter beschikking gesteld voor de herziening van het jeugdbeleid. De demonstratievrijheid werd uitgebreid: voor leuzen en spandoeken was niet meer vooraf vergunning van de burgemeester vereist. De Jong introduceerde het gebruik om na afloop van de ministerraad een persconferentie te geven, omdat hij het moe aan het worden was om tijdens een maaltijd gestoord te worden door telefonerende journalisten. Onder De Jong werd ook het wekelijks gesprek tussen staatshoofd en regeringsleider ingesteld. Ook op zedelijkheidsterrein waren er vernieuwingen. Zo verviel in 1971 de strafbaarstelling van het openlijk verkopen van voorbehoedsmiddelen. Het aantonen van overspel verviel als eis bij een verzoek tot echtscheiding. Door het kabinet-De Jong werd op 1 januari 1969 de btw (Belasting Toegevoegde Waarde) ingevoerd.

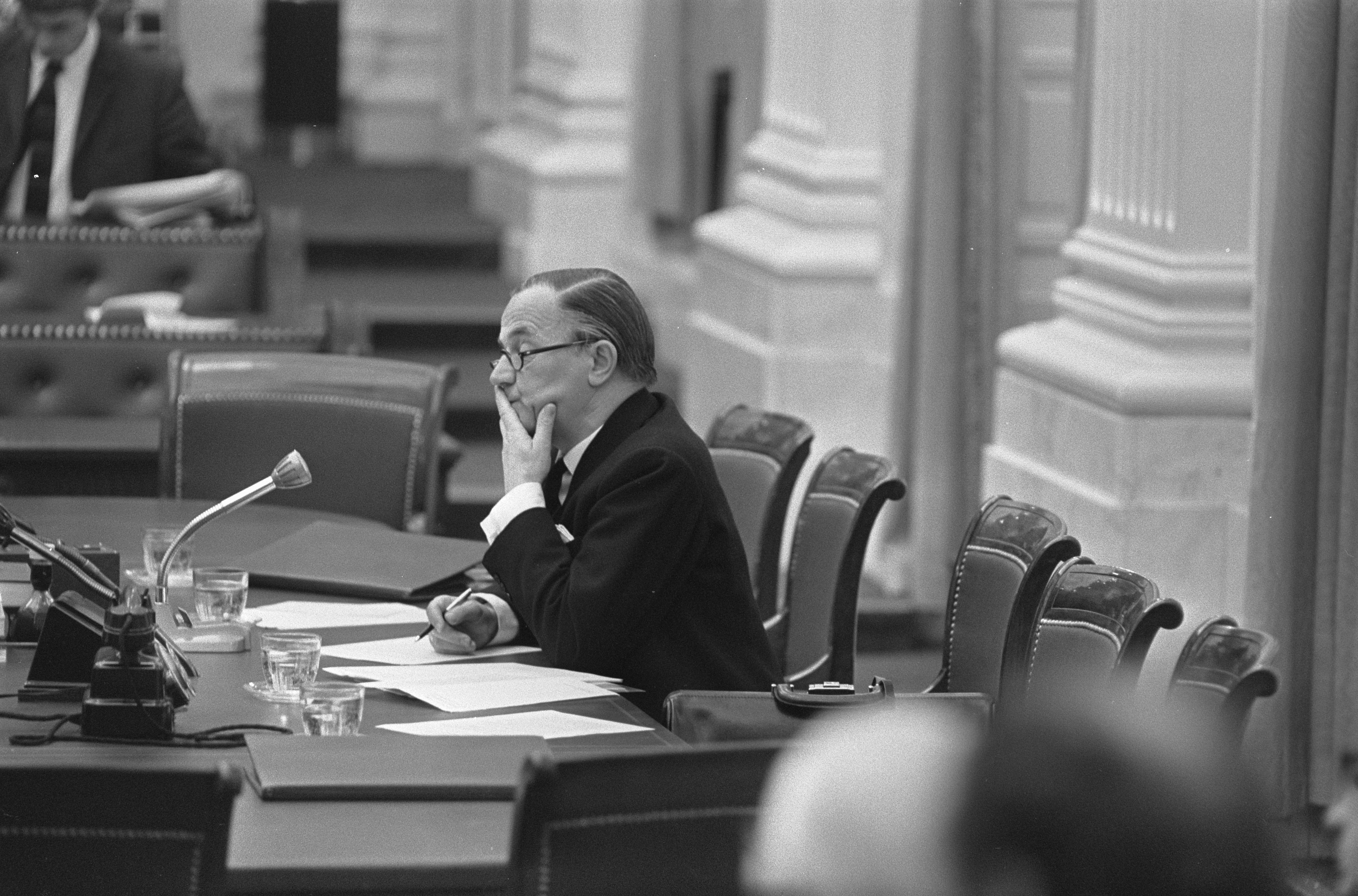
De Jong in 1969 tijdens de Tweede Kamer-debatten over de zogenaamde politionele acties in 1947-1949

In datzelfde jaar verdedigde De Jong in de Tweede Kamer de misstanden tijdens de zogenaamde politionele acties in de jaren 1947-1949, door deze volgens historicus Remy Limbach bewust met de eufemistische term excessen aan te duiden, terwijl het extreme geweld structureel en op grote schaal plaatsgevonden heeft. Volgens Limbach deed het kabinet-De Jong dit "om te suggereren dat geweld niet op grote schaal voorkwam" en "om gevoelige vergelijkingen met Duitse oorlogsmisdaden te vermijden". Volgens Cees Fasseur, die als rijksambtenaar de Excessennota schreef, was indertijd de term 'structureel geweld' "politiek onhaalbaar". Fasseur pleitte voor vervolgonderzoek, maar het kabinet-De Jong hield dat tegen.
De KVP-fractie weigerde De Jong aan te stellen als lijsttrekker bij de volgende Tweede Kamer-verkiezingen. Hij zou dan namelijk weer kans maken op een vernieuwd premierschap. De PvdA had echter laten weten niet meer met hem te willen regeren. Aangezien de KVP de socialisten niet opnieuw wilde uitsluiten, werd De Jong geofferd. Hij weigerde vervolgens een lagere plaats op de kandidatenlijst en vertrok naar de Eerste Kamer. Vanaf 18 april 1972 was hij er voorzitter van de KVP-fractie en bleef lid tot 17 september 1974. De Jong toonde grote belangstelling om in 1972 Louis Beel op te volgen als vice-president van de Raad van State, maar er werd voor Marinus Ruppert gekozen.
Tijdens zijn premierschap werd De Jong door de media beschuldigd van te weinig daadkracht en werd hij veelvuldig bestempeld als ouderwets. Dat imago werd versterkt door zijn bolhoed, waarmee hij vaak buitenshuis verscheen. Dertig jaar later werd hij echter door velen beschouwd als een politicus die zijn besluiten weloverwogen nam. In een reportage van het EO/KRO/NCRV-televisieprogramma Netwerk, uitgezonden begin 2005, werd hij zelfs bestempeld als misschien wel de beste naoorlogse premier van Nederland.

### Na actieve politieke loopbaan

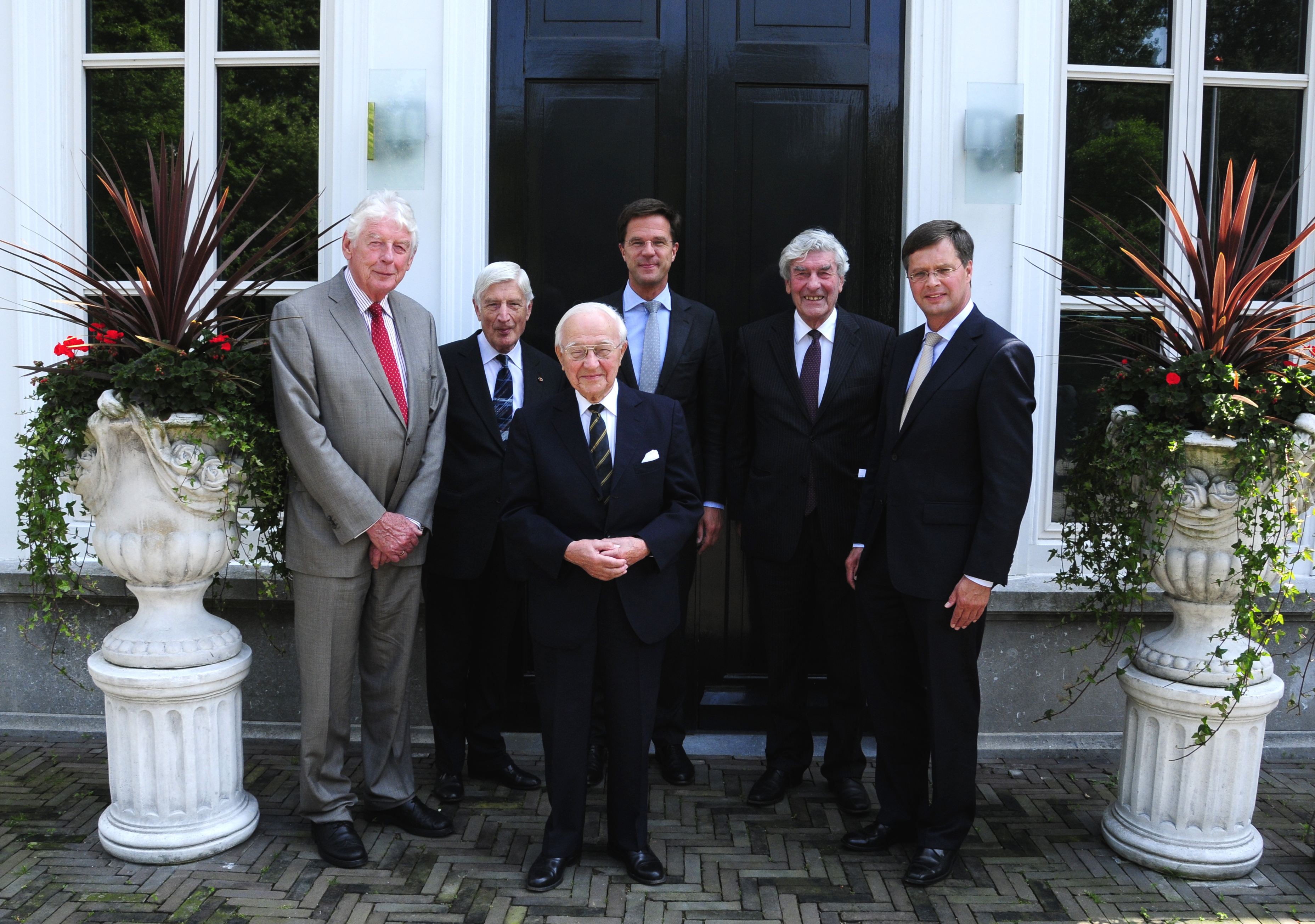
Oud-premier De Jong v.l.n.r. omringd door zijn opvolgers Kok, Van Agt, Rutte, Lubbers en Balkenende, 2011

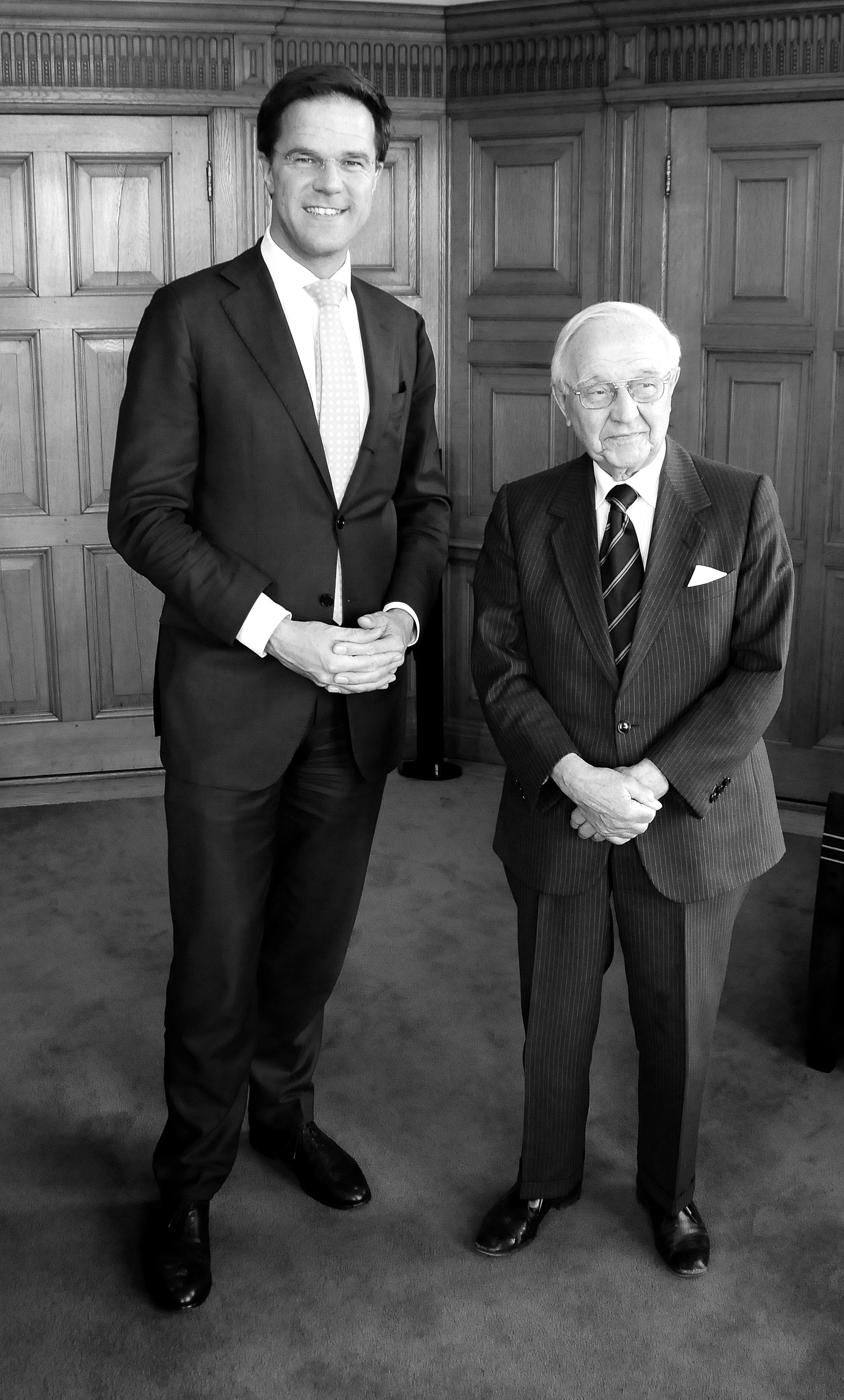
Piet de Jong op bezoek bij minister-president Mark Rutte in het Torentje (2011)

De Jong heeft na zijn actieve politieke loopbaan nog vele functies vervuld. Zo was hij vanaf 1974 tot 1981 de eerste voorzitter van het nieuwe Comité Nationale Herdenking '40-'45. Ook was hij commissaris bij de bedrijven SHV Holdings, DAF, CSM, Nationale-Nederlanden, Shell en Het Financieele Dagblad. In 1976 was hij voorzitter van een economische missie naar Australië en tien jaar later van een naar China.
In 1988 behoorde hij tot 'de groep van negentien', die in een brief aan minister Frits Korthals Altes van Justitie pleitte voor de vrijlating van de Twee van Breda, Duitse oorlogsmisdadigers die in Breda een levenslange gevangenisstraf uitzaten. Mede op grond van dit schrijven werden ze in januari 1989 vrijgelaten. Eind 1990 was er sprake van dat hij tijdens de Golfoorlog naar Irak zou afreizen als leider van een missie om te pleiten voor de vrijlating van Nederlandse gijzelaars, maar de missie werd afgelast.
In 2010 was hij, 94 jaar oud inmiddels, uitgebreid aan het woord in Nieuwspoort bij de publicatie van een biografie over Joseph Luns. In april 2010 sprak hij het verkiezingscongres toe van het CDA, waarin de KVP inmiddels was opgegaan. Daarbij noemde hij het opstappen van PvdA-leider Wouter Bos uit het kabinet-Balkenende IV "gemeen en achterbaks".
In augustus 2010 bepleitte hij naar aanleiding van de kabinetsformatie in een interview met weekblad Vrij Nederland eerbied voor elkaars overtuiging: "Als je zegt: jullie deugen niet, zoals Geert Wilders doet, dan escaleert het, en gaat het van kwaad tot erger. Je moet elkaar respecteren. Daarom zeg ik: zolang de punten van de godsdienstvrijheid en de rechtsstaat niet zeker zijn, moet de PVV wat mij betreft maar in zijn eentje doormarcheren. Daar doe ik niet aan mee."
In 2011 was De Jong een van de oud-premiers die door Annemarie Gualthérie van Weezel werd geïnterviewd voor haar boek De smaak van de macht - gesprekken met oud-premiers. Hij wordt hierin door haar bestempeld als "bescheiden".
De Jong dreigde eind maart 2012 het CDA te verlaten, als die partij zou instemmen met een bezuiniging van 1 miljard euro op ontwikkelingssamenwerking.
De Jong was met zijn 98 jaar op 30 april 2013 de oudste aanwezige in de Amsterdamse Nieuwe Kerk bij de inhuldiging van koning Willem-Alexander. Hij was minister-president op 27 april 1967 toen Willem-Alexander geboren werd en hij was erbij toen deze door zijn vader prins Claus voor het eerst in het openbaar werd gepresenteerd.

### De Jong in troonrede 2016
Kort na zijn overlijden werd op 20 september 2016 door koning Willem-Alexander bij het uitspreken van de troonrede gememoreerd aan De Jong:
De onlangs overleden oud-premier Piet de Jong, die de verstandige omgang met onrust en verandering bijna tot kunst wist te verheffen, sprak in zijn tijd regelmatig over de noodzaak van 'bestendige vooruitgang'. Hij zei eens: 'Het is een taak van de regering uit te kijken naar wat de toekomst moet worden en zo tijdig als mogelijk is aanpassingen tot stand te brengen die nodig zijn om de kansen te grijpen die de toekomst biedt.

### Privéleven
De Jong trouwde op 26 juni 1947 met Anneke Bartels, een Marva-officier en koerierster in het verzet tijdens de Tweede Wereldoorlog. Bartels zou, na aandringen van Bernhard van Lippe-Biesterfeld, een oorlogsherinneringskruis in ontvangst nemen, Het echtpaar kreeg een dochter en twee zoons. Van 1960 tot 1980 woonde het gezin in een van de twee Pieter Posthuizen, een bijgebouw van Paleis Huis ten Bosch. Tijdens het premierschap trokken ze echter in het Catshuis, omdat het door de grote woningsnood onverkoopbaar was dat leeg te laten staan. Bartels zou hier van de trap vallen en door de gevolgen van trombose in 1967 bijna overlijden. Wonder boven wonder herstelde ze echter.
Vanaf 1980 tot aan zijn overlijden woonde hij in het appartementencomplex Parkflat Marlot in de Haagse wijk Marlot. Bartels overleed op 6 januari 2010 op 94-jarige leeftijd. De Jong was sinds het overlijden van Willem Drees in 1988 de oudste nog levende oud-minister-president van Nederland en sinds het overlijden van Jelle Zijlstra in 2001 de minister-president die het langst geleden een kabinet leidde. Hij overleed na een kort ziekbed in juli 2016 op 101-jarige leeftijd en werd in besloten kring begraven. Op Drees na, die 199 dagen ouder werd, is De Jong de oudst geworden oud-premier van Nederland.

## Onderscheidingen en decoraties
Grootofficier in de Huisorde van Oranje (1958) 

 Ridder Grootkruis in de Orde van Oranje Nassau (17 juli 1971)

 Bronzen Kruis met cijfer 2 (16 juli 1940 (1e toekenning, voor het met de nog niet operationele nieuwe onderzeeboot “Hr.Ms. O 24”, in de nacht van 13 op 14 mei 1940 uitwijken naar Engeland en 8 juli 1943 (2e toekenning), voor diverse onderzeebootacties in de Middellandse Zee en Oost-Azië)

 Oorlogsherinneringskruis met 4 gespen

 Ereteken voor Orde en Vrede met gesp

 Onderscheidingsteken voor Langdurige Dienst als officier met jaarteken XL (40)

 Herinneringssmedaille Zilveren huwelijk 1962 (Juliana en Bernhard)

 Huwelijksmedaille 1966 (Beatrix en Claus)

 Distinguished Service Cross (UK)

 War Medal 1939-1945 met Mentioned in Despatches-eikenblad (UK)

 Lieutenant in the Royal Victorian Order (Luitenant in de Koninklijke Orde van Victoria) (UK)

 Koreamedaille van de Verenigde Naties (VN)

 Gran Cruz de Mayo de la Orden del Merito Naval “Almirante Brown” (Groot mei-kruis in de Maritieme Orde van Verdienste "Admiraal De Bruin") (Argentinië)

 Großes Goldenes Ehrenzeichen am Bande um die Republik Österreich (Groot Ereteken voor Verdienste in goud met sjerp) (Oostenrijk)

 Grootkruis van de Orde van Leopold II/Grand-croix de l'Ordre de Léopold II (België)

 Gran Cruz de la Orden de Bernardo O'Higgins (Grootkruis van de Orde van Bernardo O'Higgins) (Chili)

 Officer of the Order of the Star of Africa (Officier in de Orde van de Ster van Afrika) (Liberia)

 Kommendör av 1. klass i Svärdsorden (Commandeur 1e klasse in de Orde van het Zwaard) (Zweden)

De Jong was gerechtigd tot het dragen van de volgende insignes:

 Insigne van de Onderzeedienst ('Flipper')

## Citaten
- "Majesteit, zo ziet u maar hoe een mens aan lager wal kan raken," tegen koningin Juliana, bij zijn beëdiging tot staatssecretaris.
- "Vindt u het goed, meneer de voorzitter, dat ik eerst de periscoop wat lager zet?", eerste zin van De Jong als staatssecretaris in de Tweede Kamer, nadat hij na de boomlange Joseph Luns achter het regeringskatheder plaatsnam.
- "Ik moet zeggen, hoe vreemd het ook klinkt: ik houd toch het meest van de waarheid."[21]
- "Ik ben voorstander van pornografie. Het is tenslotte het enige middel tegen zeeziekte." Minister Carel Polak merkte bijna een jaar later op dat zijn Belgische collega iets tegen bloot had. De Jong reageerde met: "De Belgen zijn geen zeevarend volk, hè."[21]
- "Als u me zou doorsnijden vindt u eerst de zee en dan pas de politiek. Ik bén eigenlijk niet van de politiek."[22]
- "Dat ik dat op mijn oude dag moet meemaken, dat de hand wordt gelicht met de godsdienstvrijheid. Dat kan niet", op het CDA-congres dat in 2010 vergaderde over regeringsdeelname.[23]

## Voetnoten, bronnen en referenties
Schimmelpenninck ·
De Kempenaer ·
Thorbecke ·
Van Hall ·
Van der Brugghen ·
Rochussen ·
Van Zuylen van Nijevelt ·
Van Heemstra ·
Fransen van de Putte ·
Van Zuylen van Nijevelt ·
Van Bosse ·
De Vries ·
J. Heemskerk ·
Kappeyne van de Coppello ·
Van Lynden van Sandenburg ·
Mackay ·
Van Tienhoven ·
Roëll ·
Pierson ·
Kuyper ·
De Meester ·
T. Heemskerk ·
Cort van der Linden ·
Ruijs de Beerenbrouck ·
Colijn ·
De Geer ·
Gerbrandy ·
Schermerhorn ·
Beel ·
Drees ·
De Quay ·
Marijnen ·
Cals ·
Zijlstra ·
De Jong ·
Biesheuvel ·
Den Uyl ·
Van Agt ·
Lubbers ·
Kok ·
Balkenende ·
Rutte ·
Schoof
- Biografisch Portaal: 01430625
- Gemeinsame Normdatei: 123634962
- International Standard Name Identifier: 0000 0000 7867 6714
- Library of Congress Control Number: n2002037590
- Nederlandse Thesaurus van Auteursnamen: 075201127
- Parlement.com: vg09ll213ezn
- Virtual International Authority File: 23054238
- WorldCat: E39PBJht8KpPptJydjbXKT3xXd